# Island Park (Idaho)
Island Park es una ciudad ubicada en el condado de Fremont en el estado estadounidense de Idaho. En el año 2010 tenía una población de 286 habitantes y una densidad poblacional de 14,82 personas por km².

## Geografía
Island Park se encuentra ubicado en las coordenadas 44°29′59″N 111°20′19″O / 44.49972, -111.33861. Según la Oficina del Censo, la localidad tiene un área total de 19,3 km² (7,5 mi²), de la cual 16,1 km² (6,2 mi²) es tierra y 3,2 km² (1,2 mi²) (16.40%) es agua.

## Demografía
En el 2000 la renta per cápita promedia del hogar era de $26,250, y el ingreso promedio para una familia era de $30,000. En 2000 los hombres tenían un ingreso per cápita de $22,292 contra $16,250 para las mujeres. El ingreso per cápita para la localidad era de $15,617. Alrededor del 23.9% de la población estaba bajo el umbral de pobreza nacional.